# Edifícios Pauliceia e São Carlos do Pinhal
Os Edifícios Pauliceia e São Carlos do Pinhal, construído em 1958, projetado pelos arquitetos Jacques Pilon e Gian Carlo Gasperini , faz parte dos patrimônios históricos tombados da cidade de São Paulo. Os dois prédios que compõe o condomínio tiveram pedido de tombamento em 2004, no entanto, só foram realmente aceitos como patrimônio histórico em 2010, pela Secretaria Cultural CONDEPHAAT (Conselho de Defesa do Patrimônio Histórico, Arqueológico, Artístico e Turístico). 
O Edifício Pauliceia situa-se na Avenida Paulista , enquanto que o São Carlos do Pinhal, encontra-se na rua de trás paralela a avenida em questão, rua essa que dá nome ao próprio prédio, Rua São Carlos do Pinhal. Os dois edifícios, projetados em um espaço de 6000m², se destacam em meio às grandes e modernas construções de uma das principais regiões de São Paulo. Suas estruturas são um marco da transição da avenida, dos antigos casarões da elite dos anos 50, à urbanização da cidade como um todo, no qual passou a ter a Paulista como grande centro econômico e social.
Elementos como, fachadas envidraçadas, persianas de madeira envernizada e revestimento de pastilha e de ladrilho português, entre outros, foram os principais resposáveis pelo interesse no processo de tombamento do Condomínio. Essas são características que, na época em que os edifícios foram construídos (1958), eram completamente novas arquitetonicamente. Foi, a partir de projetos como esse, que a cidade de São Paulo começou a se modernizar e desenvolver, com novas estruturas, até chegar ao que conhecemos hoje.

## História

### Os grandes casarões da Paulista
Construídos pela Companhia Construtora Pederneiras, os edifícios Pauliceia e São Carlos do Pinhal são grandes marcos de transformação da cidade de São Paulo. Sua arquitetura moderna para a época, deu início à uma era de novos padrões, tanto de arquitetura, como da própria ocupação do espaço público e privado, principalmente por terem sido uns dos primeiros edifícios residenciais a se encaixarem no então novo formato físico e cultural metropolitano. Assim, se destacaram entre os antigos grandes casarões da Avenida Paulista, além dos novos prédios empresarias que iam surgindo e verticalizando a cidade. Esse período que permeou a construção do condomínio o torna, certamente, muito mais valorizado historicamente e amplia sua importância enciclopédica e cultural.
Criada e projetada especialmente para fins econômicos que estavam ganhando força na época, a Avenida Paulista, inaugurada em 8 de dezembro de 1891, se tornou em pouco tempo, o grande coração financeiro e social da cidade. Idealizada pelo engenheiro Joaquim Eugênio de Lima - que fazia parte da Companhia Paulista do Viaduto do Chá e da Companhia Ferro Carril de São Paulo - a avenida carrega em suas origens grandes marcos de seu idealizador, que também era um empreendedor imobiliário. Tais pontos cruciais, transformaram a localização em um "status" social de alto nível, onde a alta elite, composta por antigas famílias cafeicultoras, além de outros poderosos financeiramente e importantes na sociedade, se sentiu projetada e representada, ocupando o endereço de forma quase homogênea e uniforme. Consequentemente, essa comoção, juntamente com o crescente aumento da riqueza dos burgueses, acabou se expressando nos, tão famosos e conhecidos, grandes casarões. Ao contrário do que se pensa, estas estruturas eram extremamente exageradas para a arquitetura e gosto desse período. As mansões que se criavam ali, serviam como vitrine para as poderosas famílias e empresários, quanto maiores, mais importantes seriam, além de ganhar o reconhecimento social pela estrutura de luxo.  

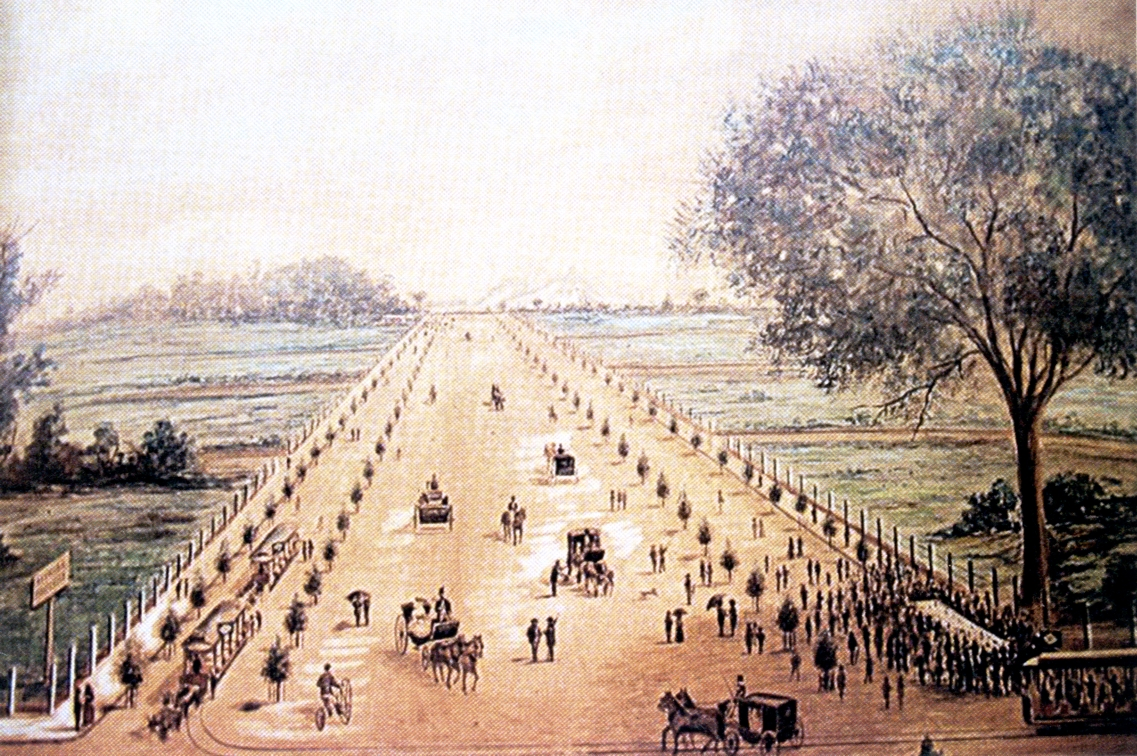
Inauguração da Avenida Paulista em 1891. Aquarela de Jules Martim.

### A verticalização da cidade
A imagem dos casarões da avenida acabaram por servir, ao longo dos anos, como imagem de uma antiga São Paulo, marcada por arquiteturas antigas e uma formação quase colonial, principalmente na história da grande Paulista. Eles ilustram um primeiro momento histórico, marcado por um pensamento antigo e que ficou apenas na memória, e simbolizam a ruptura disso tudo para dar espaço à verticalização de São Paulo, no qual começa a era dos prédios enormes - por isso, denominados arranha-céus -  que deixaram de ser residenciais, e trouxeram ao "coração" da cidade o poder impressionante do capital industrial, que deixaram na avenida a marca imposta até hoje da força do trabalho. No entanto, não é só de casarões em que a história da avenida se baseia, a Avenida Paulista, desde sua inauguração, carrega uma bagagem histórica enorme, onde o paradoxo entre construção de padrões e, logo em seguida, sua destruição é uma constante. E foram, nessas diversas indas, que São Paulo se ergueu e ganhou forças, tendo esse endereço tão fundamental como espelho do momento social em que se vivia em cada período de tempo.
Entre os anos 1930-40, tendo passado a fase das grandes construções mencionadas a cima, a avenida continuou se mantendo quase que restrita a apenas construções residenciais, com a inauguração dos primeiros prédios com apartamentos, algo que era inédito no país.. E assim, perdurou até os anos 50 e 60, quando o então novo modelo modernista e capitalista invadiu a cidade, e transformou tudo novamente. Os empreendimentos de comércio foram crescendo cada vez mais ali, e aos poucos, os prédios foram se transformando em grandes espigões, que são prédios compridos empresariais, de em média 30 andares, com diversos escritórios em cada um deles. Nesse mesmo período, quase que indiretamente, começou uma nova movimentação arquitetônica na Paulista, o que aumentou expressivamente o seu valor, tanto financeiro, como social. Em 1953, começou a ser construído o Conjunto Nacional, que teve sua inauguração três anos depois. O projeto do arquiteto David Libeskind, causou uma reação quase que imediata em cadeia. Tendo trazido elementos estéticos estrangeiros, o complexo reunia o comercial, residencial e lazer em um só lugar. Consequentemente, a valorização imobiliária da Avenida Paulista, que havia se perdido ao longo dos anos com tantas mudanças inconstantes, foi quase que imediata. A partir disso, restaurantes renomados começaram a deixar o centro de São Paulo, onde se localizava o luxo da cidade, para se hospedarem na grande avenida

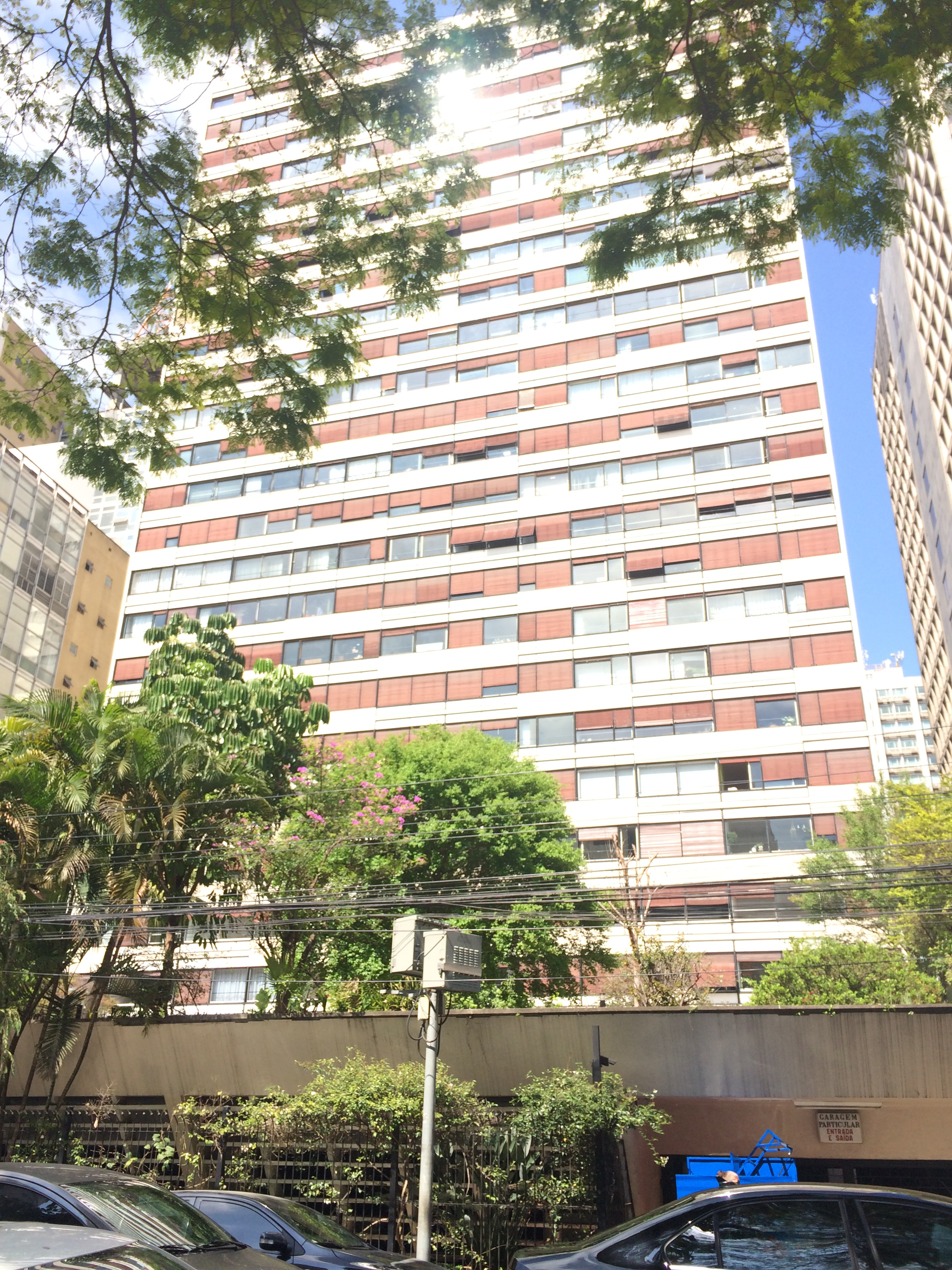
Fachada do Edifício São Carlos do Pinhal, juntamente com a face frontal do prédio.

E foi nesse meio que o Edifício Pauliceia e São Carlos do Pinhal foi construído, sendo um dos responsáveis pela quebra de padrões novamente, dessa vez o comercial que tomava conta da avenida. O condomínio trouxe uma nova ideologia, o residencial em edifícios luxuosos, mostrando que as belas arquiteturas dos prédios não eram somente limitadas aos prédios comerciais. Esse ideal começou a se desenvolver, juntamente com a vontade de não seguir mais nenhum padrão. A Avenida Paulista começou, então, a ganhar a personalidade que se conhece hoje, tendo uma mistura de culturas, arquiteturas e ideologias. Aqui, cabe citar uma frase colocada pela historiógrafa Marly Rodrigues, em um estudo sobre o tombamento dos edifícios aqui em questão, a que diz respeito do que significa a Avenida Paulista hoje:
"[...]É em suas largas calçadas, na intermitência entre a luz e a sombra dos grandes edifícios que o paulistano se internacionaliza, percebe a diversidade cultural da metrópole e se reencontra com o que caracteriza sua cidade".

## Características Arquitetônicas
O Condomínio Edifício Pauliceia e São Carlos do Pinhal é um projeto da construtora Companhia Construtora Pederneiras, idealizado pelos arquitetos Jacques Pilon e Gian Carlo Gasperini, tombado pelo órgão público CONDEPHAAT, a partir de 2010. Com uma área de 6.000m², o espaço contempla dois edifícios, sendo torres idênticas, uma virada de costas para a outra, com uma distância de aproximadamente 30 metros entre elas. Sua arquitetura representou uma ruptura de padrões na época em que foi lançada, já que seus elementos tanto estéticos como na própria planta eram inovadores e inéditos. As torres tem 240 apartamentos, tendo 4 tipos diferentes, distribuídas nos compridos 23 andares de cada edifício. O Edifício Pauliceia, está virado de frente para a Avenida Paulista, no número 960. Já o Edifício São Carlos do Pinhal têm sua frente virada para a rua paralela, Rua São Carlos do Pinhal, no número 345.  

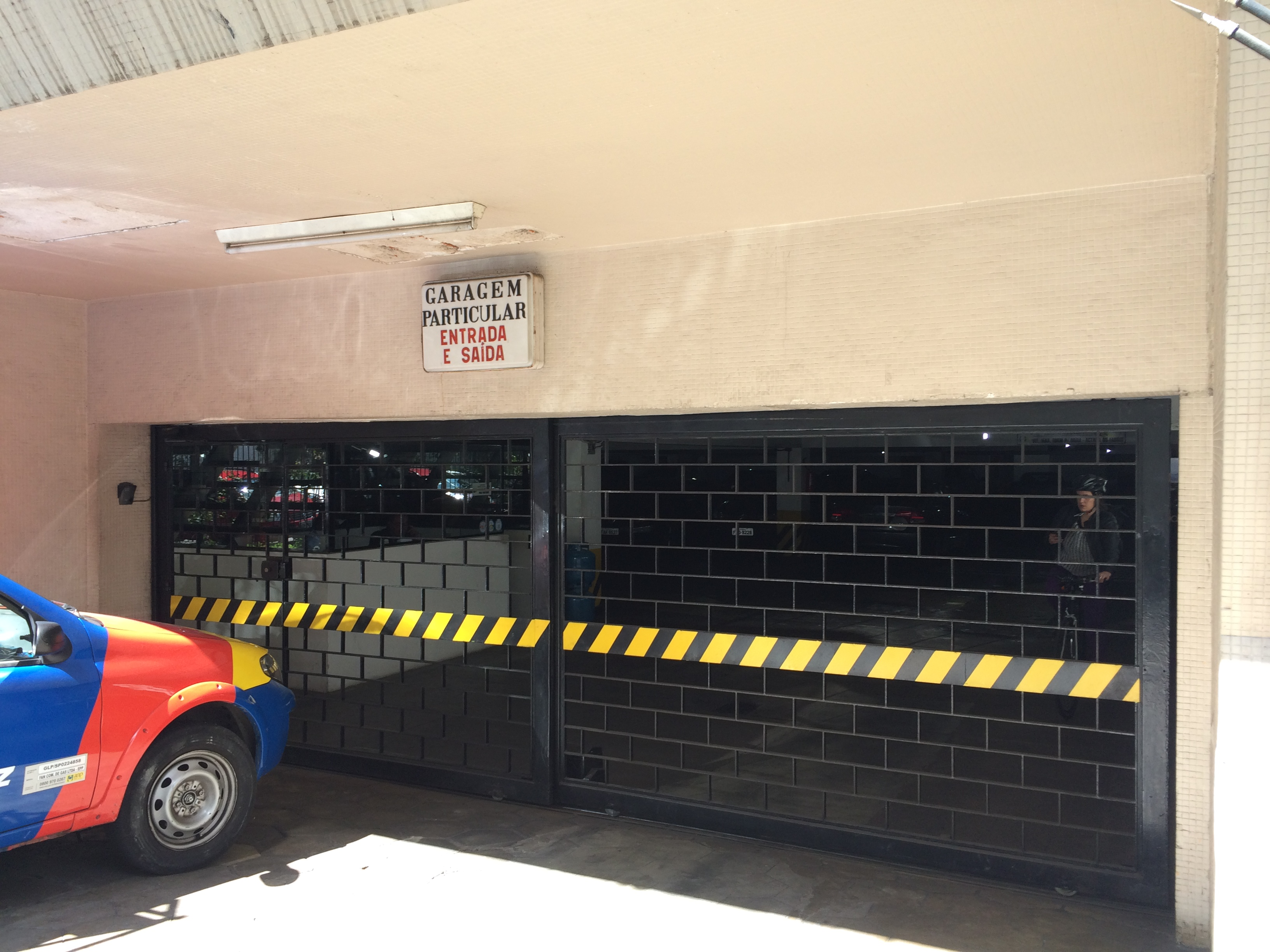
Entrada da garagem principal de veículos do Edifício São Carlos do Pinhal.

Além de sua contextualização histórica e social, o condomínio também foi tombado visando elementos estéticos que o compõe, tais quais os tornam únicos e inconfundíveis. O objetivo inicial do projeto, era desenvolver um condomínio de alto padrão para a elite da época, sendo assim, ambos os prédios tem a altura máxima que se era permitida para locais residenciais. Para os deixar mais adequados ao padrão para qual foram criados, foram feitos acessos privativos para cada 2 apartamentos, além de uma passagem de circulação de serviço independente, que tem acesso direto à ampla garagem do edifício. Suas fachadas envidraçadas com venezianas, contam com revestimento de pastilha e de ladrilho português. Diante de grandes jardins geométricos, que tem dimensões raramente vistas hoje, ficam posicionadas marquises e pilotis, que carregam os nomes dos edifícios.   

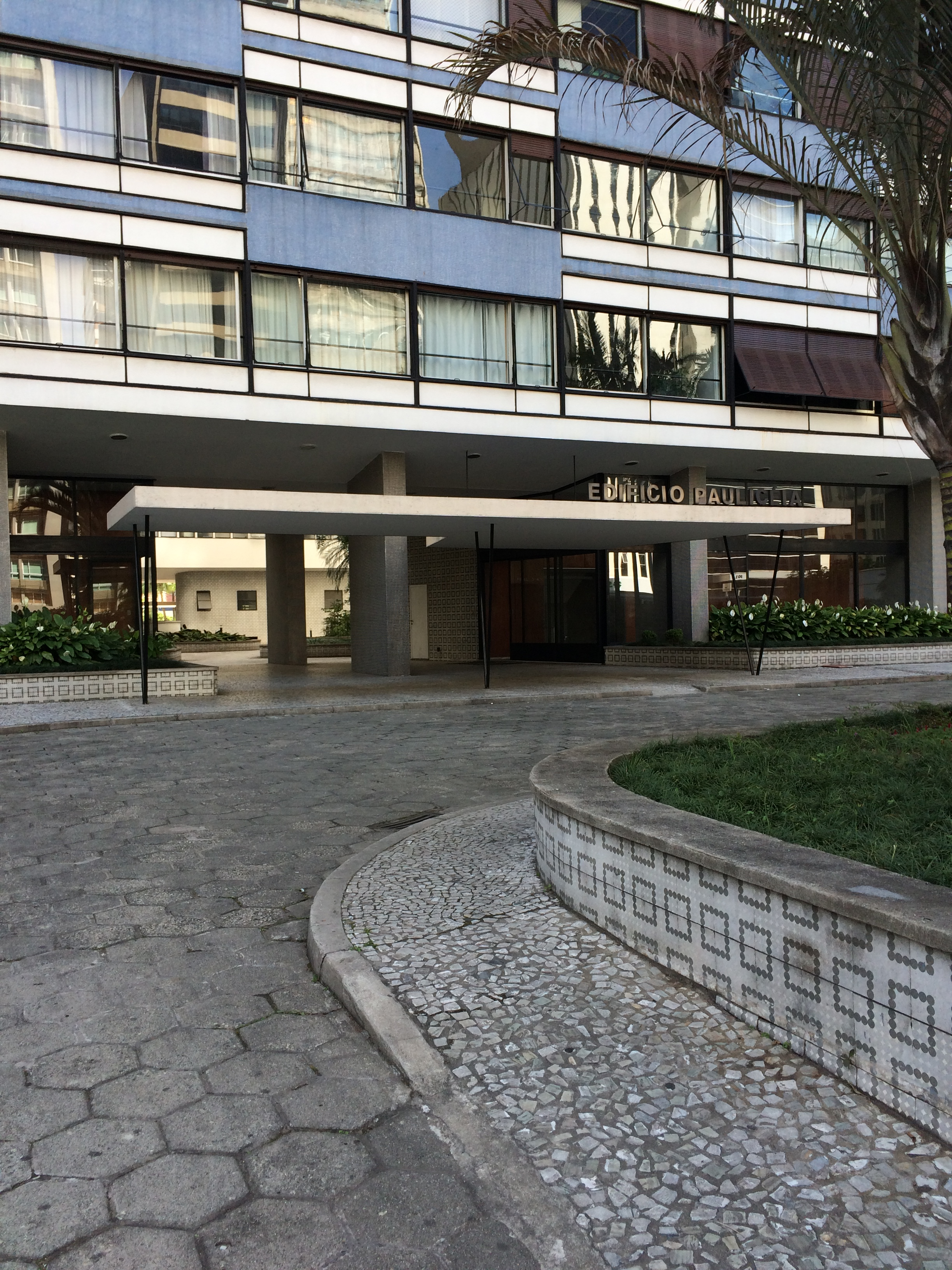
Marquise com nome do edifício na parte interna do prédio, vista pelo lado esquerdo - Edifício Pauliceia.

## Significado Histórico e Cultural
O processo de tombamento do Condomínio Pauliceia e São Carlos do Pinhal foi aberto em 2004, porém, só foi aprovado em 2010, tendo uma longa duração de seis anos para que alguma decisão fosse tomada. No entanto, a demora não foi a toa. Quando o pedido de análise para que o tombamento acontecesse foi iniciado, a CONDEPHAAT realizou, como de praxe, uma intensa e profunda pesquisa histórica e social sobre o que englobava aqueles dois edifícios, levando em consideração o contexto em que o país e a cidade viviam na época em que foram inaugurados, qual sua importância social, entre outros diversos pontos fundamentais para que alguma construção vire um patrimônio. O estado de conservação do bem também é um outro fator que é levado em consideração, e foi exatamente ai que o processo acabou se complicando.
Com os estudos já em mãos, o Condomínio já estava parcialmente aprovado pelo Governo de São Paulo, até que, através de uma carta, em 2006, o próprio Corpo Diretivo dos edifícios decidiram intervir. O motivo foi a quase total degradação dos imóveis, com problemas sérios, tais como: nas redes de água, esgoto, elétrica, nos operadores de aquecimento de água, problemas com a ventilação, falta de sistema comunicação interna, infiltrações generalizadas e quase nenhum equipamento de segurança. No total, as inadimplências do prédio eram avaliadas em 500 mil reais, além de outros problemas jurídicos trabalhistas. Aqui, cabe usar as palavras da própria carta, que justificam o motivo de intervir no processo de tombamento:
"A atual Direção Condominial não é contra o processo de tombamento, porém, faz-se urgente recuperar tamanha deterioração física do imóvel em função de décadas de abandono do conjunto habitacional. É necessário sanear a situação financeira e não desencadear um processo de tombamento que poderá provocar a fuga dos proprietários e sucatear o imóvel"

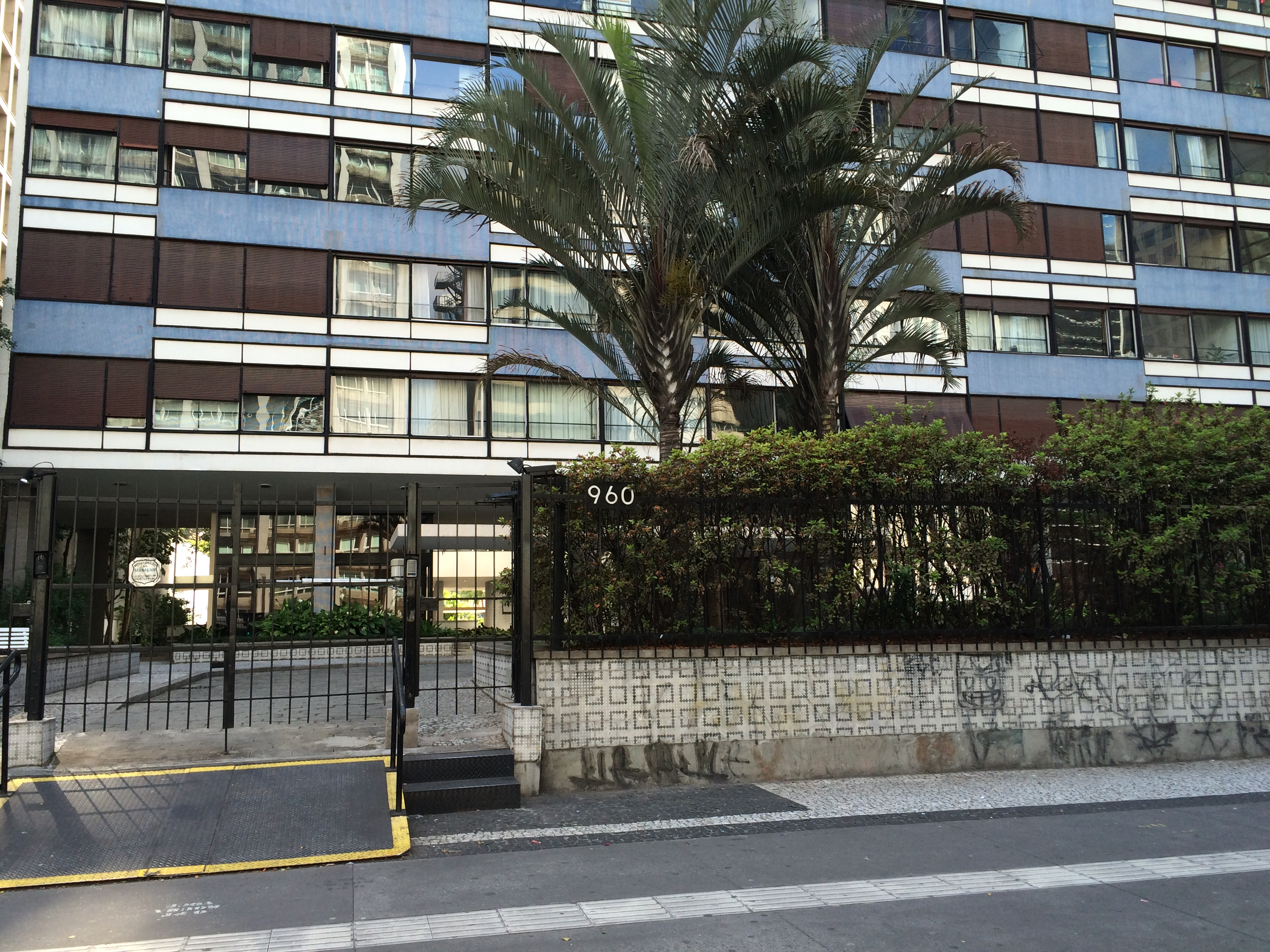
Fachada principal do Edifício Pauliceia, visto de frente. Junto com o portão de entrada do prédio.

Sendo assim, o processo foi deixado de lado durante alguns anos, e só voltou a ser reconsiderado em 2008, por decisão do órgão público, que aprovou o tombamento definitivo, e apenas informou à Direção Condominial da continuidade do processo. No contrato justificativo, é citado que as razões primordiais pelas quais se foi decidido aprovar o pedido são:
1. A importância dos projetos da arquitetura para a constituição da paisagem
2. A importânica da "manutenção dos lugares de memória da metropolização ocorrida em São Paulo nos anos 1950", para a melhor compreensão da atual Avenida Paulista
3. A qualidade do projeto arquitetônico do conjunto[11]

É importante ressaltar que o tombamento não atinge os apartamentos em si. O processo engloba toda as áreas comuns dos dois prédios - incluindo subsolos - além dos projetos paisagísticos originais da planta e as fachadas. As divisões internas dos apartamentos podem ser alteradas desde que não interfiram nas esquadrias dos edifícios.

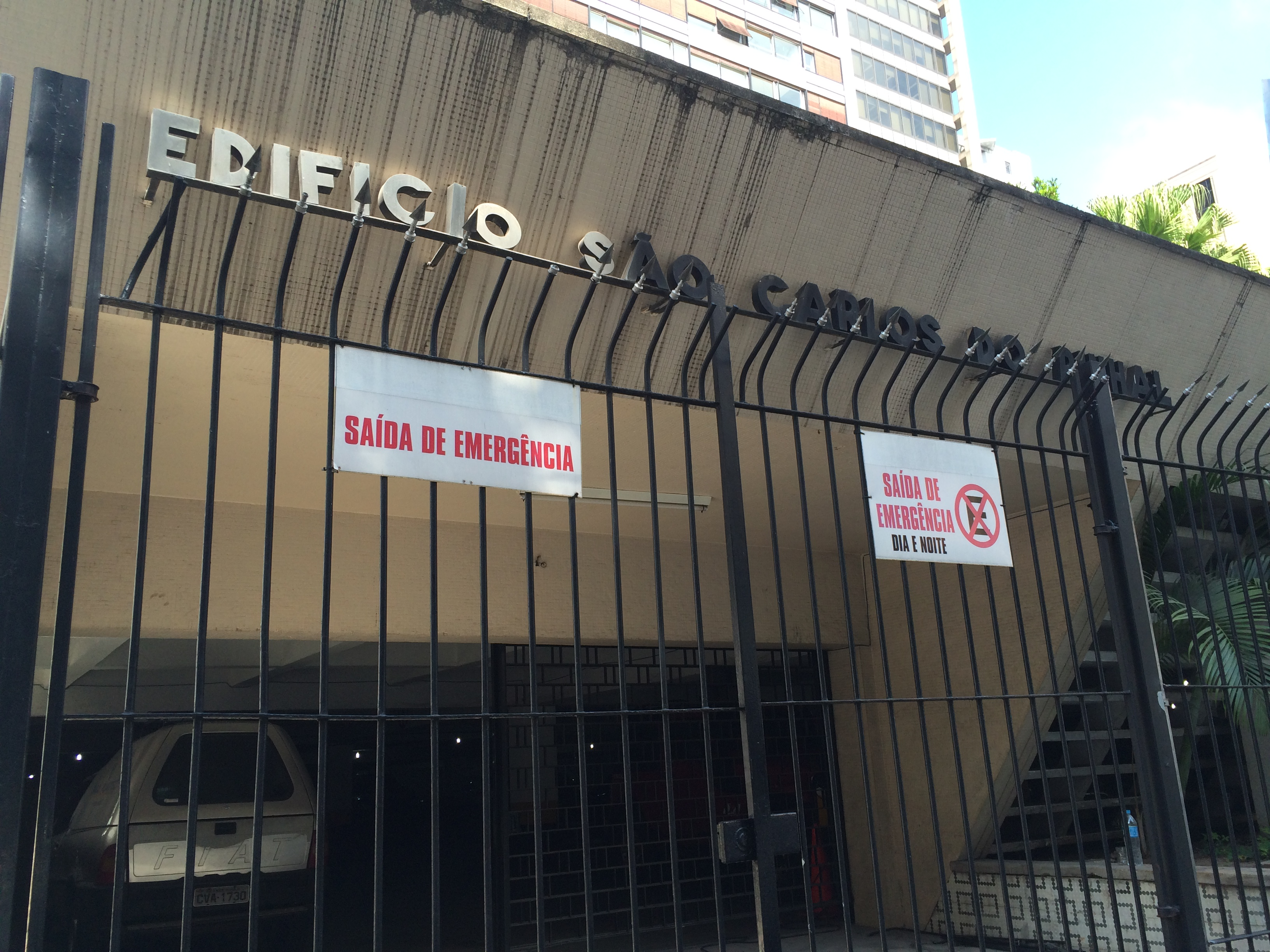
Fachada do Edifício São Carlos do Pinhal, vista pelo lado esquerdo, juntamente com o portão de saída de emergências do prédio.